# Jane Welch
Jane Welch (Derbyshire, 1964) è una scrittrice britannica.
È l'autrice di tre trilogie Fantasy, fra loro correlate.

## Biografia
Nata nel Derbyshire, prima di raggiungere la fama come scrittrice ha lavorato per una catena di librerie e come istruttrice di sci, col marito in Andorra.
È sposata e ha due figli.

## Opere
Le sue opere sono influenzate dai miti, in particolare quelli celtici e da autori fantasy quali J. R. R. Tolkien, David Eddings e Thomas Hardy

### Runespell
1. The Runes of War (1995), Harper Collins ISBN 0-00-648025-X
2. The Lost Runes (1996), Harper Collins ISBN 0-00-648200-7
3. The Runes of Sorcery (1997), Harper Collins  ISBN 0-00-648201-5

### The Book of Önd
1. The Lament of Abalone (1998), Harper Collins  ISBN 0-671-01787-X
2. The Bard of Castaguard (1999), Harper Collins  ISBN 0-671-03391-3
3. The Lord of Necrond (2000), Harper Collins  ISBN 0-671-77346-1

### The Book of Man
1. Dawn of a Dark Age (2001), Harper Collins  ISBN 0-00-711249-1
2. The Broken Chalice (2002), Harper Collins  ISBN 0-00-711250-5
3. The Allegiance of Man (2003), Harper Collins  ISBN 0-671-77346-1

Un suo racconto, "Out of Avalon", fa inoltre parte della raccolta Jenseits Von Avalon, curata da Melissa Anderson e  Jennifer Robertson, edita da Droemer Knaur nel 2002.